# Circondario di Vergato
Il circondario di Vergato era uno dei circondari in cui era suddivisa la provincia di Bologna.

## Storia
Il circondario di Vergato, parte della provincia di Bologna, venne istituito nel 1859, in seguito ad un decreto dittatoriale di Carlo Farini che ridisegnava la suddivisione amministrativa dell'Emilia in previsione dell'annessione al Regno di Sardegna.
Il circondario venne soppresso nel 1926 e il territorio assegnato al circondario di Bologna.

## Suddivisione
Nel 1863, la composizione del circondario era la seguente:
- mandamento I di Vergato
  - Vergato, Caprara sopra Panico, Castel d'Aiano, Tavernola Reno, Savigno
- mandamento II di Porretta
  - Porretta, Casio e Casola, Gaggio di Montagna, Granaglione, Lizzano in Belvedere
- mandamento III di Castiglione dei Pepoli
  - Castiglione dei Pepoli, Camugnano, Pian del Voglio